# The Honeymooners
The Honeymooners este un sitcom de televiziune american care a fost difuzat inițial pe CBS din 1955 până în 1956 (39 de episoade), creat de Jackie Gleason și cu acesta în rolul principal. Urmărește viața șoferului de autobuz din New York, Ralph Kramden (Gleason), a soției sale Alice (Audrey Meadows), a celui mai bun prieten al lui Ralph, Ed Norton (Art Carney) și a soției lui Ed, Trixie (Joyce Randolph), în timp ce se implică în diverse scheme în cadrul traiului lor de zi cu zi.
Ralph Kramden a fost inspirația pentru personajul animat Fred Flintstone.